# Elektroencefalografi
Elektroencefalografi (EEG) er en teknik til at registrere dele af hjernens elektriske aktivitet.
Undersøgelsen består i, at man sætter elektroder på hovedets overflade og måler spændingsforskelle
mellem elektroderne.
Et elektroencefalogram (også forkortet EEG) er resultatet af en sådan måling over tid – typisk 30 minutter.
Som en af de første studerede tyskeren Hans Berger EEG-signaler hos mennesker i 1920'erne.
I forbindelse med epilepsi kan man se store ændringer i EEG-signalet.
Det ændrer sig også, når man åbner og lukker øjnene eller i forbindelse med søvn.

## Bølgetyper
Historisk har man inddelt EEG-signalet i fire store klasser, alfa, beta, theta og delta, der alle er afgrænset af frekvenser.
- Alfa (alfarytme), my og tau ligger i frekvensbåndet omkring 10Hz fra omkring 8Hz til 12-13Hz (Den præcise grænse varierer). Alfarytmen og myrytmen ses som det dominerende signal i normal vågen afslappet tilstand.[1] Alfarytmen er i den bagerste del af hjernen i nakke- og isselappen, mens my-bølgen er betegnelsen for signalet over motorkortex og tau-bølgen findes over tindingelappen.[2] Der kan være betydelig individuel forskel på styrken af signalet i alfa-frekvensbåndet.[3]
- Beta er frekvensbåndet over 12-13Hz.
- Theta er frekvensbåndet fra 4Hz til 8Hz. Beta og theta signalerne er dominerende i let søvn (søvnstadium 2).
- Delta er frekvensbåndet op til 4Hz. Det ses som det dominerende signal i dyb søvn (søvnstadium 4).

Foruden disse inddelinger taler man om K-komplekser, søvnspindler, lambdabølger og gammabølger.
Gammabølger ligger i frekvensbåndet omkring 40Hz, og nogle forskere mener, at signalet i dette bånd har relation til bevidsthed.
For eksempel har målinger af den såkaldte kohærens i dette bånd kunnet skelne, om en stimulering af hånden medførte en bevidsthed om stimulering.
Nerveceller i thalamus kan fyre med en frekvens på omkring 10 Hertz.
Nogle hjerneforskere mener at dette signal er den primære kilde til alfarytmen målt på hovedbunden.
Der er set en vis grad af kohærens mellem det elektriske signal i thalamus og signalet i hjernebarken.
Andre mener dog at det er lokale hjernebarksforbindelser der er vigtigst for alfa-signalets opståen.
Personer kan lære at kontrollere deres alfarytme, for eksempel har det været vist at man kan "morse" via EEG.

### Evokeret respons
Bliver EEG-signalet forårsaget af eksterne stimuli, taler man sædvanligvis om evokeret respons (potentialer) (efter engelsk: "evoked response potentials" eller "event-related potentials" forkortet ERP).
I forbindelse med analyse af sådanne signaler har man ofte anvendt en faselåst midling af signalet over mange gentagelser af det samme stimuli.
Omstændighederne omkring ERP-signalet er ikke klarlagt.
Det er foreslået at ERP-signalet skal forstås som en nulstilling af alfarytmens fase ved begyndelsen af stimuli, men det har også været argumenteret imod denne forklaring.
I det evokerede respons ses en række svingninger som betegnes efter om de er positive eller negative og hvornår de forekommer.
P300, også kaldet P3, er således en positiv svingning der ses omkring 300 millisekunder efter stimulus.

### Artefakter
I EEG-målingen ses tit signaler, som ikke direkte stammer fra hjernes elektriske aktivitet.
Det kan være elektricitet stammende fra øjenbevægelser og tyggemusklen.

## Apparater
Et EEG-system består af elektroder, forstærkere af de elektrisk signaler samt et apparat til at vise og analysere de optagede signaler.
Større systemer bruges i medicinske og forskningsmæssige sammenhænge og kan have flere hundrede elektroder.
EEG-systemer som legetøj og til eksperimenteren på lavpris-niveau findes også.
Firmaet NeuroSkys Mindset er et bærbart system med en elektrode, mikrofon, hovedtelefon og Bluetooth kommunikation.
Dens algoritmer klassificerer EEG-signalet i to klasser i hvad de kalder "opmærksomhed" og "meditation".
Udvikler-versionen af MindSet gør det muligt at tilgå EEG-signalet direkte.
Firmaet Emotivs konkurrerende system har 14 elektroder.
Også til Arduino-miljøet findes der et såkaldt shield der muliggør simple EEG-målinger.

## Analyse
Ældre EEG-apparater målte kontinuert EEG-signalet og skrev de målte kurver ud på et stykke papir.
På nyere apparater optages EEG-signalet på en computer, og EEG-signalet bliver vist på en skærm.
Med computeren er det også muligt at analysere frekvenserne hver for sig v.hj.a. Fourier-transformation.
Med en yderligere analyse af EEG-signalet kan man forsøge at rekonstruere det 3-dimensionelle elektromagnetiske felt i hjernen – ud fra EEG-målingerne på overflade af hovedet.
Dette er et såkaldt invers problem.
VAriable Resolution Electrical and magnetic TomogrAphy (VARETA) er en af metoderne til dette.
Trods at der findes en række avancerede metoder til analyse af EEG var almindelig ukvantificeret visuel undersøgelse af EEG'et den eneste metode til troværdig detektion af visse epilepsimønstre i 2005.

## Anvendelse
Lægelig anvendelse af EEG er fortrinsvis i forbindelse med undersøgelse af epilepsi, men læger benytter også EEG ved en række andre hjernesygdomme.
Sådan en undersøgelse foregår sædvanligvis på en neurofysiologisk klinik hvor en neurofysiologiassistent sætter elektroderne på hovedbunden, enten med små tynde nåle, med et klæbestof eller via en hue.
Undersøgelsens varighed kan variere. Undersøgelse på Rigshospitalet i København tager sædvanligvis en time.

## Andre elektriske målinger
Man kan også optage elektriske signaler direkte på hjernen, såkaldt elektrokortikografi (engelsk electrocorticography ECoG), eller ved at stikke små elektroder ind i hjernen, – såkaldt enkeltcelleoptagelser (efter engelsk single cell recording) eller "lokalfeltspotential"-optagelser (efter engelsk local field potential).
Sådanne målinger fortages dog normalt kun på forsøgsdyr eller patienter, der behandles med hjernekirurgi, hvorimod EEG kan fortages på raske mennesker.
Elektromyografi er måling af den elektriske forbindelse med musklernes aktivitet.
Elektrokardiografi er måling af hjertets elektriske signaler.

### Eksterne links
- Netdoktor.dk om EEG-undersøgelse (Elektroencephalografi) Arkiveret 18. december 2005 hos  Wayback Machine, Rikke Esbjerg.
- Neurofysiologisk afdeling på Epilepsihospitalet foretager bl.a. EEG-undersøgelser Arkiveret 27. april 2009 hos  Wayback Machine
- EEG Project Arkiveret 10. maj 2015 hos  Wayback Machine
- Lægehåndbogen om EEG Arkiveret 24. november 2010 hos  Wayback Machine

### Bog
- C. D, Binnie, A. J. Rowan, Thea Gutter, Viggo Petersen, Elektroencefalografi. En håndbog, Borgen, ISBN 87-418-6922-2.